# Jameela Jamil
Jameela Jamil, née le 25 février 1986, est une actrice et une présentatrice de télévision et de radio britannique.
Elle a présenté plusieurs émissions sur Channel 4 et est actuellement l'animatrice de The Official Chart, sur Radio 1.
Elle est révélée au grand public par le rôle de Tahani Al Jamil dans la série télévisée The Good Place (2016-2020).
Elle est féministe body-positive et a créé le mouvement I_weigh sur instagram pour lutter contre l'obsession de la société du poids et de l’apparence, surtout chez les femmes.

## Biographie

### Jeunesse et formation
Elle est née à Hampstead, d'un père indien et d'une mère pakistanaise. Durant son enfance, elle est partiellement sourde et subit plusieurs opérations,.
À l'âge de 17 ans, elle a été violemment heurtée par un véhicule. Cet accident de la route a mis un coup d'arrêt à ses études et l'a empêché d'obtenir son A-level. Touchée à la colonne vertébrale, sa convalescence dure près de deux ans.
Traitée aux stéroïdes, Jameela Jamil a pris beaucoup de poids durant cette période. Plus tard, elle confie que c'est sans doute cet événement qui l'aida à sortir de son anorexie en la forçant à entamer une nouvelle relation avec son corps.
Elle fait ses études au collège de l'Université d'Oxford et enseigne l'anglais à des étudiants étrangers à la Callan School of English de Londres.
Elle a ensuite travaillé, entre autres, dans le milieu de la mode.

### Carrière

#### Présentatrice et révélation britannique

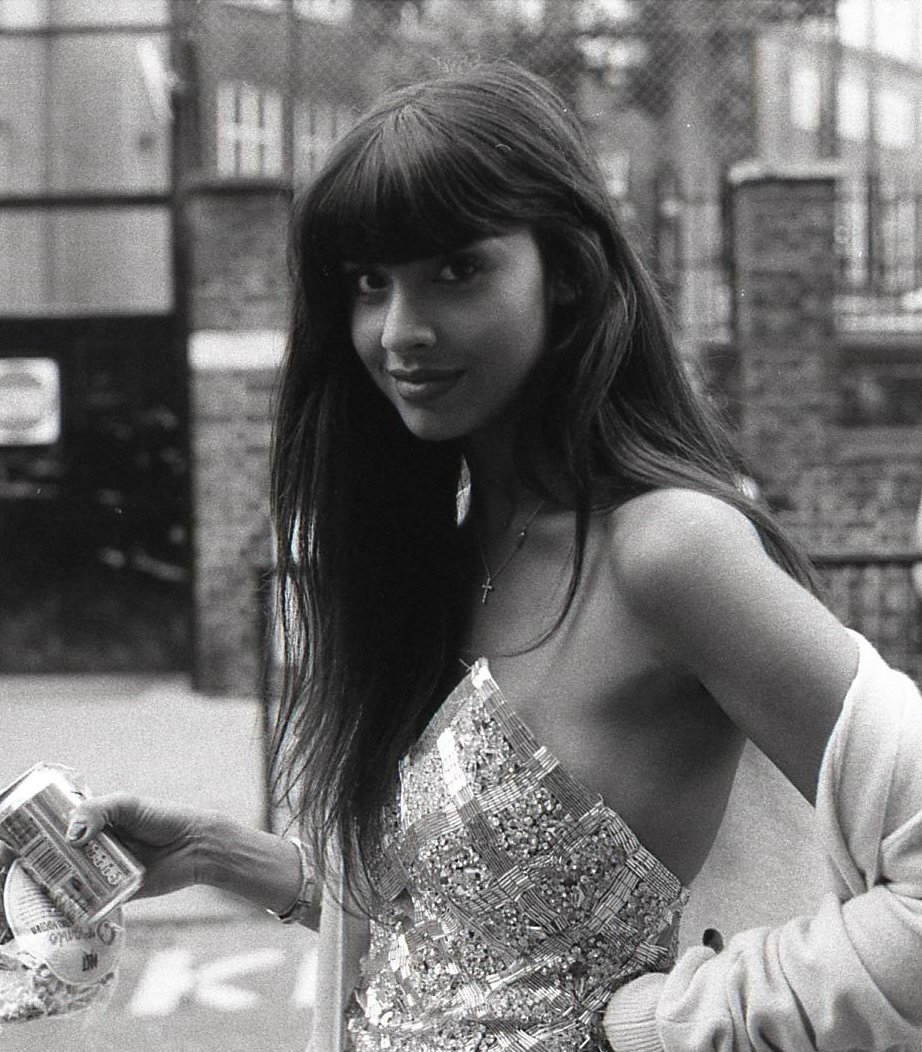
Lors de la semaine de la mode à Londres, en décembre 2009.

Jameela Jamil a débuté à la télévision en succédant à Alexa Chung à la présentation de T4 (en) en 2009 et jusqu'à l'arrêt de l'émission le 29 décembre 2012. Elle présentait aussi seule Koko Pop, de 2010 à 2012, enregistré au célèbre KOKO.
Remarquée pour son style, elle est rapidement devenue un modèle à suivre. Elle est ensuite devenue chroniqueuse de mode pour le magazine Company (en) avant de dessiner sa propre collection pour Very.co.uk (en).
En janvier 2013, elle est devenue la première femme à présenter seule The Official Chart, renommé depuis The Official Chart with Jameela Jamil. Chaque dimanche, depuis le 1er octobre 1967, y est révélé le classement hebdomadaire des meilleures ventes (physiques et numériques) de musique au Royaume-Uni. Elle coprésente également, avec Scott Mills, The Official Chart Update, les mercredi après-midi.
La même année, elle remporte le prix Glamour de la personnalité radio de l'année.
En avril 2013, l'Official Charts Company a annoncé que le contrat pour la diffusion du classement avec la BBC était reconduit pour 4 années, jusqu'à fin 2016. Son directeur général s'est dit très content du travail fait par Jameela Jamil et a fait part de son envie de continuer avec elle.
Comme annoncé le 15 décembre 2014, Jameela Jamil présente son dernier Chart le 18 janvier 2015.
Avant cela, les tabloïds anglais s'en prennent à son physique après une prise de poids liée au traitement à base de stéroïdes qu'elle doit prendre afin de soigner ses crises d'asthme.

#### Actrice et percée hollywoodienne

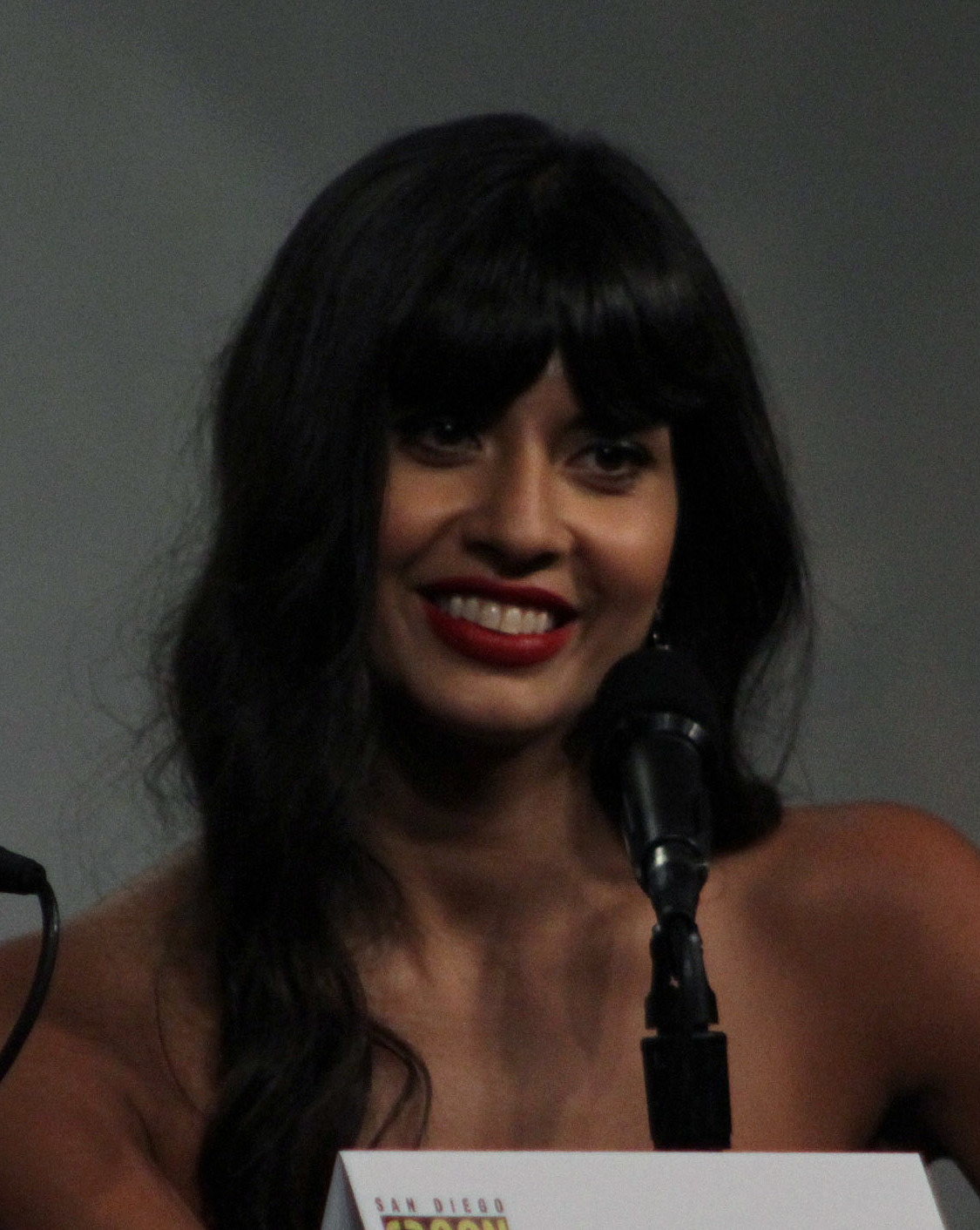
En promotion pour The Good Place, en 2018.

Elle part s'installer à Los Angeles dans le but de devenir scénariste.
Le 25 février 2016, elle décroche un rôle principal dans la série télévisée américaine The Good Place, diffusée à l'automne 2016, sur le réseau NBC aux États-Unis, et par la plateforme Netflix, en France. Cette série qui mélange fantastique et comédie, est un succès auprès de la critique et du public, elle est notamment en lice pour le Golden Globe de la meilleure série télévisée musicale ou comique.
Elle y partage la vedette aux côtés de Kristen Bell, Ted Danson, D'Arcy Carden, William Jackson Harper et Manny Jacinto.
Elle fait sa première couverture d'un magazine américain dans l'édition de février 2018 du mensuel The Cut. En parallèle, elle pratique le doublage pour des séries d'animations comme La Bande à Picsou et Mira, Royal Detective.
En 2019, elle est à l'affiche de son premier long métrage, le film indépendant How to Build a Girl de la réalisatrice britannique Coky Giedroyc. Une production présentée au Festival international du film de Toronto. Cette année-là, il est annoncé que The Good Place s'arrêterait à l'issue de la saison 4. Jameela Jamil anticipe cet arrêt, en acceptant de présenter le jeu télévisé The Misery Index sur le réseau TBS.
En janvier 2020, elle rejoint en tant que juge la compétition télévisée de voguing Legendary.
En 2023, elle est la narratrice de La Probabilité statistique de l'amour au premier regard, rôle à multiples facettes tenant à la fois de la bonne fée et du coryphée.

## Vie privée
En 2019, elle révèle avoir fait une tentative de suicide quelques années auparavant,
En février 2020, elle fait son coming out bisexuel. Cette annonce crée une certaine controverse sur les réseaux sociaux, car elle coïncide avec son arrivée en tant que juge dans la compétition télévisée de voguing, Legendary. Suspectée de mentir afin de se donner une légitimité, l'actrice a tenu à préciser : 

« Les gens sont un peu coincés dans cette linéarité et ne comprennent pas tout le spectre de la sexualité. Je suppose que je suis bisexuelle, mais je suis vraiment attirée par tout le monde. Je ne sais pas si ça veut dire que je suis pansexuelle. Mais je ne suis pas intéressée uniquement par les hommes hétéros cis, je suis intéressée par tout le monde,. »

### Engagements
En fin d'année 2015, elle lance l'organisme Why Not People? voué à l'accueil d'événements de divertissements en direct accessibles aux personnes handicapés.
En 2018, Jameela Jamil est classée parmi les 100 femmes les plus influentes de la BBC.
En 2019, elle lance une pétition via change.org intitulée Stop celebrities promoting toxing diet products on social media (qui demande aux célébrités d'arrêter la promotion de produits diététiques toxiques) dans le but d'atteindre 150.000 signatures. Elle en appelle aux réseaux sociaux tels que Facebook, Twitter et Instagram afin d'interdire cette pratique dangereuse dont l'impact peut s'avérer important sur un public d'adolescents.

## Filmographie

### Cinéma
- 2019 : Comment je suis devenue une jeune femme influente (How to Build a Girl) de Coky Giedroyc : Cléopâtre
- 2022 : Marry Me de Kat Coiro : rôle non communiqué
- 2023 : Krypto et les Super-Animaux (DC League of Super-Pets) : Wonder Woman (voix)
- 2023 : La Probabilité statistique de l'amour au premier regard (Love at First Sight) de Vanessa Caswill : la narratrice
- 2025 : Elio, d'Adrian Molina : l'ambassadrice Questa (voix)

### Télévision

#### Télé crochets et émissions
- 2009 : T4 on the Beah (présentatrice)
- 2009 : T4 (présentatrice invitée, 2 épisodes)
- 2009-2011 : Fershly Squeezed (présentatrice invitée, 2 épisodes)
- 2010 : Koko Pop (animatrice, 6 épisodes)
- 2010 : Pop Profiles (animatrice, 5 épisodes)
- 2011 : The Crush (présentatrice invitée, 1 épisode)
- 2011 : T4 on the Beah (présentatrice)
- 2012 : Koko Pop (présentatrice)
- 2012 : T4 on the Beah (présentatrice)
- 2012 : Playing It Straight (présentatrice)
- 2013 : The Official Chart Update (co présentatrice)
- 2013-2015 : The Official Chart (présentatrice)
- 2014 : Celebrity Fifteen to One (participante, 1 épisode)
- 2015 : The Great Comic Relief Bake Off (participante, 1 épisode)
- 2018 : Hollywood Game Night (participante, 1 épisode)
- 2019 : 24e cérémonie des Critics' Choice Movie Awards (remettant)
- 2019 : The Talk (présentatrice invitée, 1 épisode)
- 2019 : MTV Movie & TV Awards 2019 (remettant)
- 2019 : American Music Awards (remettant)
- 2019 : The Misery Index (présentatrice, 10 épisodes)
- 2020 : Legendary : Elle-même (juge principale)

#### Séries télévisées
- 2016-2020 : The Good Place : Tahani Al-Jamil (50 épisodes)
- 2018 : Animals. : Julia (voix, 1 épisode)
- 2019-2021 : La Bande à Picsou : Gandra Dee (voix, 5 épisodes) / W.A.N.D.A. (voix, 1 épisode)
- 2020 : Mira, détective royale : Tata Pushpa (voix, 8 épisodes)
- 2020 : Les Green à Big City : Phoenix (voix, 1 épisode)
- 2020 : Harley Quinn : Éris (voix, 1 épisode)
- 2021 : Star Trek: Prodigy (série TV d'animation) : Ascencia (voix)
- 2022 : She-Hulk : Titania

## Distinctions

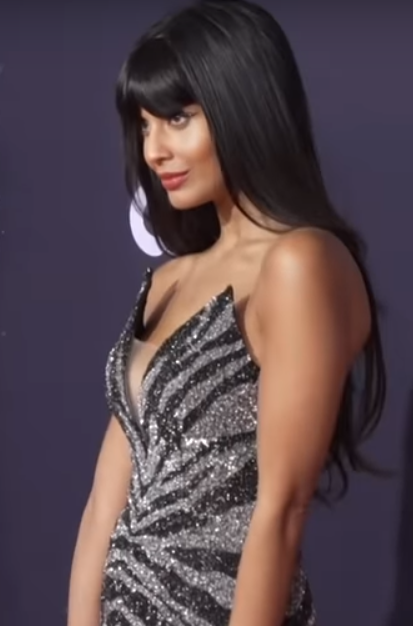
Lors de la cérémonie des American Music Awards 2019.

Sauf indication contraire ou complémentaire, les informations mentionnées dans cette section proviennent de la base de données IMDb.

### Nominations
- Gold Derby Awards 2018 : Meilleure distribution de l'année pour The Good Place
- 45e cérémonie des People's Choice Awards 2019 : actrice préférée dans une série télévisée comique pour The Good Place